# Курепа, Джюро
Джюро Курепа (серб. Ђуро Курепа / Đuro Kurepa; 16 августа 1907, Майске-Поляне — 2 ноября 1993, Белград) — сербский югославский математик, доктор физико-математических наук, действительный член Сербской академии наук и искусств, в течение многих лет профессор Белградского университета. Автор более 700 научных статей, книг, обзоров и прочих публикаций.

## Биография
Джюро Курепа родился 16 августа 1907 года в деревне Майске-Поляне Королевства Хорватии и Славонии, входившего в состав Австро-Венгрии. Был младшим из четырнадцати детей у своих родителей Раде и Анделии Курепа.
Окончил местную общеобразовательную школу, позже продолжил обучение в муниципалитете Глина, затем учился в старшей школе в Крижевци. В 1931 году окончил Загребский университет, где обучался на факультете естественных наук, после чего в течение некоторого времени работал помощником преподавателя математики. Впоследствии отправился продолжать обучение во Францию, учился в Коллеж де Франс и Парижском университете. Под руководством выдающегося французского математика Мориса Рене Фреше в 1935 году защитил докторскую диссертацию на тему Ensembles ordonnées et ramifiés.
Став доктором математических наук, Курепа продолжал изучение предмета в Парижском университете и в Варшавском университете. В 1937 году устроился работать помощником профессора в Загребском университете, с 1948 года являлся штатным профессором этого учебного заведения. После окончания Второй мировой войны и формирования Социалистической Федеративной Республики Югославия провёл масштабное турне по пяти крупным американским вузам: читал лекции в Гарвардском университете, Чикагском университете, Калифорнийском университете, Институте перспективных исследований в Принстоне и Колумбийском университете.
Начиная с 1965 года Джюро Курепа работал в Белградском университете, посвятил себя изучению математической логики и теории множеств. Являлся действительным членом нескольких научных организаций, как то Сербская академия наук и искусств и Югославская академия наук и искусств (в 1991 году переименована в Хорватскую академию наук и искусств). Кроме того, был основателем и президентом Общества математиков и физиков Хорватии, основателем и главным редактором журнала «Математика Балканица», президентом Югославского национального комитета по математике, Балканского математического общества, Союза югославских обществ математиков, физиков и астрономов. В 1976 году удостоен награды AVNOJ, в 1977 году ушёл из Белградского университета на заслуженный отдых.
Умер 2 ноября 1993 года в Белграде. Его племянник Светозар Курепа тоже был довольно известным математиком.